# Macrocera delicata
Macrocera delicata är en tvåvingeart som beskrevs av Frederick Askew Skuse 1888. Macrocera delicata ingår i släktet Macrocera och familjen platthornsmyggor. Inga underarter finns listade i Catalogue of Life.